# Stade de l'Aube
Le stade de l'Aube est le stade de football principal de la ville de Troyes.
Le club de football professionnel de la ville, l'ES Troyes AC, en est le résident.

## Histoire
Il est construit en 1924 par un industriel appelé Marcel Vitoux sur un site appelé « Le Labourat ». Il est rénové une première fois en 1956 puis la ville l'acquiert en 1961. Une piste d'athlétisme de 400 mètres est alors ajoutée. En 1967, la tribune d'honneur est construite avec des aménagements ad-hoc : vestiaires, infirmerie, bureaux et salles de réception.
D'importants travaux sont entrepris en 1998 et en 1999 : construction de la tribune Sud (2854 places), démolition des marathons  et construction à la place de la tribune Est (6630 places) et enfin construction de la tribune Nord (3860 places ) portant ainsi la capacité totale du stade à 18 000 places. Les derniers travaux sont effectués entre 2002 et 2004 avec la démolition de la vieille  tribune d'honneur et des rosiers et la construction d'une nouvelle tribune d'honneur (7070 places) et de deux virages qui relient la nouvelle tribune aux tribunes Seine et Champagne . L'inauguration se déroule le 8 octobre 2004 avec un match entre l'équipe de France espoirs et l'Irlande. Le stade peut alors accueillir 20 198 spectateurs. Il appartient au Grand Troyes à partir de 2003 puis à Troyes Champagne Métropole depuis 2017, lorsque cette dernière se substitue à l'intercommunalité existante.
Son affluence record est réalisée le 18 mai 2012 où 20 347 spectateurs assistent à la rencontre de Ligue 2, opposant l'ESTAC à Amiens (2-0), à l'occasion de la montée du club en Ligue 1.

## Structure et équipements

### Tribunes
- Tribune d'honneur : 7 070 places
- Tribune Marcel Vitoux (ancienne tribune Est) : 6 636 places
- Tribune Seine (ancienne tribune Nord) : 3 860 places
- Tribune Champagne (ancienne tribune Sud) : 2 854 places

### Hospitalités VIP
- Loges privatives
- Loge 0/First
- Au Cœur de Troyes
- Salons privatifs
- Le Vignoble
- La Seine
- Club des Légendes
- 90' Inside

## Affluence

### Moyenne
La moyenne de spectateurs des matches à domicile de l'ES Troyes AC lors des précédentes saisons est la suivante :
- 1986-1987 (DH) : 715 spec.
- 1987-1988 (D4) : 924 spec.
- 1988-1989 (D4) : 991 spec.
- 1989-1990 (D4) : 980 spec.
- 1990-1991 (D3) : 1 836 spec.
- 1991-1992 (D3) : 1 693 spec.
- 1992-1993 (D3) : 948 spec.
- 1993-1994 (CNF2) : 1 197 spec.
- 1994-1995 (CNF1) : 1 445 spec.
- 1995-1996 (N1) : 1 935 spec.
- 1996-1997 (D2) : 4 646 spec.
- 1997-1998 (D2) : 5 299 spec.
- 1998-1999 (D2) : 5 803 spec.
- 1999-2000 (D1) : 14 139 spec.
- 2000-2001 (D1) : 14 940 spec.
- 2001-2002 (D1) : 13 926 spec.
- 2002-2003 (L1) : 11 257 spec.
- 2003-2004 (L2) : 6 262 spec.
- 2004-2005 (L2) : 7 438 spec.
- 2005-2006 (L1) : 13 803 spec.
- 2006-2007 (L1) : 12 966 spec.
- 2007-2008 (L2) : 10 110 spec.
- 2008-2009 (L2) : 9 810 spec.
- 2009-2010 (Nat) : 7 021 spec.
- 2010-2011 (L2) : 9 368 spec.
- 2011-2012 (L2) : 10 785 spec.
- 2012-2013 (L1) : 13 836 spec.
- 2013-2014 (L2) : 10 029 spec.
- 2014-2015 (L2) : 9 659 spec.
- 2015-2016 (L1) : 12 472 spec.
- 2016-2017 (L2) : 7 230 spec.
- 2017-2018 (L1) : 12 196 spec.
- 2018-2019 (L2) : 6 838 spec.
- 2019-2020 (L2) : 6 415 spec.
- 2020-2021 (L2) : 683 spec.
- 2021-2022 (L1) : 9 527 spec.
- 2022-2023 (L1) : 10 021 spec.

### Records
| Rang | Date           | Saison    | Jour de match | Compétition       | Match                                 | Résultat | Affluence |
| ---- | -------------- | --------- | ------------- | ----------------- | ------------------------------------- | -------- | --------- |
| 1    | 18 mai 2012    | 2011/2012 | 38            | Ligue 2           | ES Troyes AC - Amiens SC              | 2 - 0    | 20 346    |
| 2    | 22 mai 2015    | 2014/2015 | 38            | Ligue 2           | ES Troyes AC - LB Châteauroux         | 4 - 1    | 20 136    |
| 3    | 3 mars 2018    | 2017/2018 | 28            | Ligue 1 Conforama | ES Troyes AC - Paris Saint-Germain    | 0 - 2    | 20 006    |
| 4    | 30 mars 2013   | 2012/2013 | 30            | Ligue 1           | ES Troyes AC - AS Saint-Étienne       | 2 - 2    | 19 841    |
| 5    | 15 avril 2006  | 2005/2006 | 35            | Ligue 1 Orange    | ES Troyes AC - AC Ajaccio             | 3 - 0    | 19 825    |
| 6    | 13 mars 2016   | 2015/2016 | 30            | Ligue 1           | ES Troyes AC - Paris Saint-Germain    | 0 - 9    | 19 184    |
| 7    | 14 mai 2022    | 2021/2022 | 37            | Ligue 1 Uber Eats | ES Troyes AC - RC Lens                | 1 - 3    | 19 000    |
| 8    | 7 mai 2023     | 2022/2023 | 34            | Ligue 1 Uber Eats | ES Troyes AC - Paris Saint-Germain    | 1 - 3    | 18 890    |
| 9    | 5 février 2006 | 2005/2006 | 25            | Ligue 1 Orange    | ES Troyes AC - Olympique de Marseille | 0 - 1    | 18 860    |
| 10   | 13 avril 2013  | 2012/2013 | 32            | Ligue 1           | ES Troyes AC - Paris Saint-Germain    | 0 - 1    | 18 648    |

## Evènements
- Trophée des championnes 2023

## Galerie

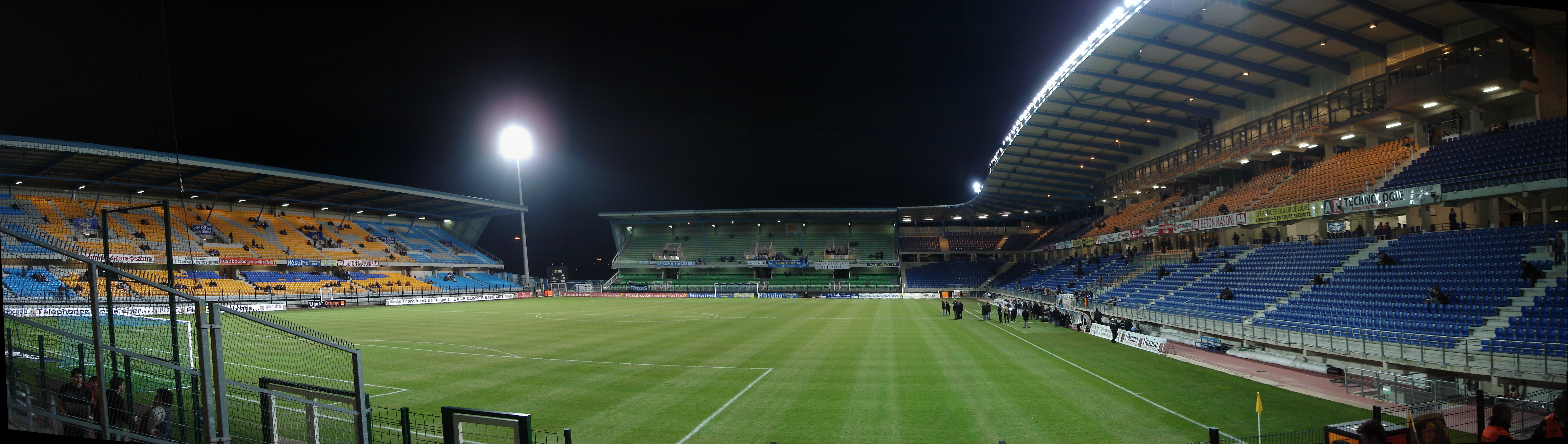
Panorama du stade lors de Troyes - Football Club des Girondins de Bordeaux en 2007.